# Джъдзян
Джъдзян (на китайски: 浙江; пинин: Zhèjiāng) е провинция в Източен Китай граничеща с Източнокитайско море. Името си получава от реката Чиантан някога наричана Джъдзян. Областният град е Ханджоу. Около 70% от терена ѝ е хълмист.
Граничи с провинциите: Анхуей, Фудзян, Дзянсу, Дзянси, Шанхай.

## Туризъм